# Finhvaler
Finhvaler (Balaenopteridae) er den største familie af bardehvaler og indeholder ni arter i to slægter. Alle arterne er karakteriseret ved at have lange og dybe bugfurer på undersiden af hovedet. Disse bugfurer gør at svælget kan udvide sig enormt og gør det muligt for dyrene at tage en meget stor mængde vand og føde ind i munden på en gang. Vandet presses ud igen, mens føden (krill, småfisk mm) holdes tilbage af barderne i overmunden. Ud over bugfurerne adskiller finhvalerne sig fra bardehvalerne ved at barderne er kortere, mundlinjen lige (i modsætning til den stærkt buede hos rethvalerne) og ved at have en rygfinne (heraf navnet finhval). Et ældre ord for finhvaler er rørhval (beslægtet med det engelske navn rorqual).
Finhvalerne inddeles i to slægter: Balaenoptera, der bl.a. indeholder blåhval, finhval, sejhval og vågehval, og Megaptera, der kun indeholder én art, pukkelhval.